# EComStation
eComStation（简写为eCS）是一款基于OS/2，由Serenity Systems发布的个人计算机操作系统。它包含了一系列在OS/2的IBM版本中没有提供的组件及应用。  

## eCS与OS/2的不同之处
eComStation的最初版本v1发布于2001年，基于IBM公司在1996年发布的OS/2 v4 client，并包括了以下组件：
- IBM公司随1999年发布的WSeB服务器版提供的软件及组件更新，这些组件在1999年随WSeB服务器版发布，但并没有为客户端版进行更新。其中包括一个更新的内核，一个32位的TCP/IP协议栈和相关的网络工具，防火墙，JFS，逻辑卷管理器等。

- IBM並未將此做為安裝時的選項。這包含了更新的驅動程式、系統元件、較新版的Java、SciTech（英语：SciTech Software） SNAP Professional和系統工具。
- IBM公司提供原本只給企業客戶的更新檔，並有維護合約，例如關於新的USB stack。
- 捆绑的应用，包括Lotus SmartSuite（英语：IBM Lotus SmartSuite）办公套件和一些较小的图形程序。
- 工具与驱动，包括扫描仪和多串口卡驱动程序许可第三方驱动程序。
- 由Serenity自行开发的增强组件，包括全新的安装程序，用户界面，WPS的类和快速部署系统，建立在Serenity管理客户端上的实施系统改善。
- Unix的一些开源工具。
- 許多系統配置改變了。這包含了為了對原有代碼和Daniela Engert開發的許多儲存系統驅動程式更好的支援而可在傳統的REXX至Object REXX（英语：Object REXX）間做的切換選擇。

eComStation 2.0增加的其他内容：
- 可引导JFS的分区
- ACPI支持
- 被称作Panorama的新通用显卡驱动
- 动态调整磁盘分区大小
- 通过Samba访问局域网中的CIFS/SMB（Windows风格）资源（包括共享文件和打印机）
- 开放接口给Mozilla Firefox和Mozilla Thunderbird以浏览网页和发送邮件的应用

## 历史

### 发布
安装光盘内的最新日期，正式发布日期可能会有所不同。 
- 2000-09-29 - eComStation Preview
- 2001-07-10 - eComStation 1.0
- 2003-04-18 - eComStation 1.1
- 2004-08-12 - eComStation 1.2
- 2005-11-04 - eComStation 1.2R（media refresh）
- 2008-07-04 - eComStation 2.0 RC5
- 2008-12-06 - eComStation 2.0 RC6
- 2009-08-11 - eComStation 2.0 RC7 Silver
- 2010-05-15 - eComStation 2.0 GA
- 2011-05-07 - eComStation 2.1 GA

## 开源软件
eComStation在安装程序中还包括了一些开源应用：
- 在GNU GPL許可證下的Workplace Shell（英语：Workplace Shell）強化軟體XWorkplace。
- Mozilla Firefox
- Mozilla Thunderbird
- WarpIn，一個開源的通用安裝程式，在GNU GPL許可證下使用。
- PM VNC server，远程控制软件。
- Doodle屏保，Workplace Shell的一個螢幕保護程式，在GNU GPL許可證下使用。
- NewView，一个用以代替view.exe的.inf文件阅读器。

## 其他版本
另外还有一个服务器版，基于IBM的IBM OS/2 Warp Server for e-business。

## 系统需求
eComStation系统需求如下表： 
| 版本       | 1.0 to 1.2                                                                                  | 2.0 GA                                                                                      |
| 中央处理器 | Intel Pentium 133 MHz或同等者（包含Intel Celeron、PIII、P4以及AMD K6、Athlon和Duron處理器） | Intel Pentium 133 MHz或同等者（包含Intel Celeron、PIII、P4以及AMD K6、Athlon和Duron處理器） |
| 内存       | 48 MB（需从CD安装）                                                                         | 48 MB（需从CD安装）                                                                         |
| 显卡       | 最低显存512kB显卡                                                                           | 最低显存512kB显卡                                                                           |
| 硬盘容量   | 500 MB剩余空间                                                                              | 500 MB剩余空间                                                                              |
| 光驱       | CD-ROM Drive - IDE或SCSI                                                                    | CD-ROM Drive - IDE或SCSI                                                                    |
| 鼠标       | 任何PS/2，串口或 USB鼠标                                                                    | 任何PS/2，串口或 USB鼠标                                                                    |